# هراستنيك
هراستنيك (بالإنجليزية: Hrastnik)‏ هي مستوطنة تقع في سلوفينيا في Lower Styria. يقدر عدد سكانها بـ 5,561 نسمة ومساحتها 5.8 كم2 ووترتفع عن سطح البحر 296.2 متر.